# Церковь Троицы Живоначальной (Гора-Валдай)
Храм Святой Троицы — православный храм в деревне Гора-Валдай, Ленинградская область.

## Описание
Построена в 1899 году по проекту Василия Косякова, освящена Иоанном Кронштадтским. Первый настоятель — отец Михаил, впоследствии канонизированный как священномученик Маврикий.
В советское время в церкви располагался сначала клуб, потом склад, поэтому она не была разрушена.
В 1997 году в церкви снова начались богослужения, благодаря трудам нового настоятеля — о. Сергия.
Сейчас приход составляют в основном жители располагающегося рядом города Сосновый Бор.